# Efectul de oază

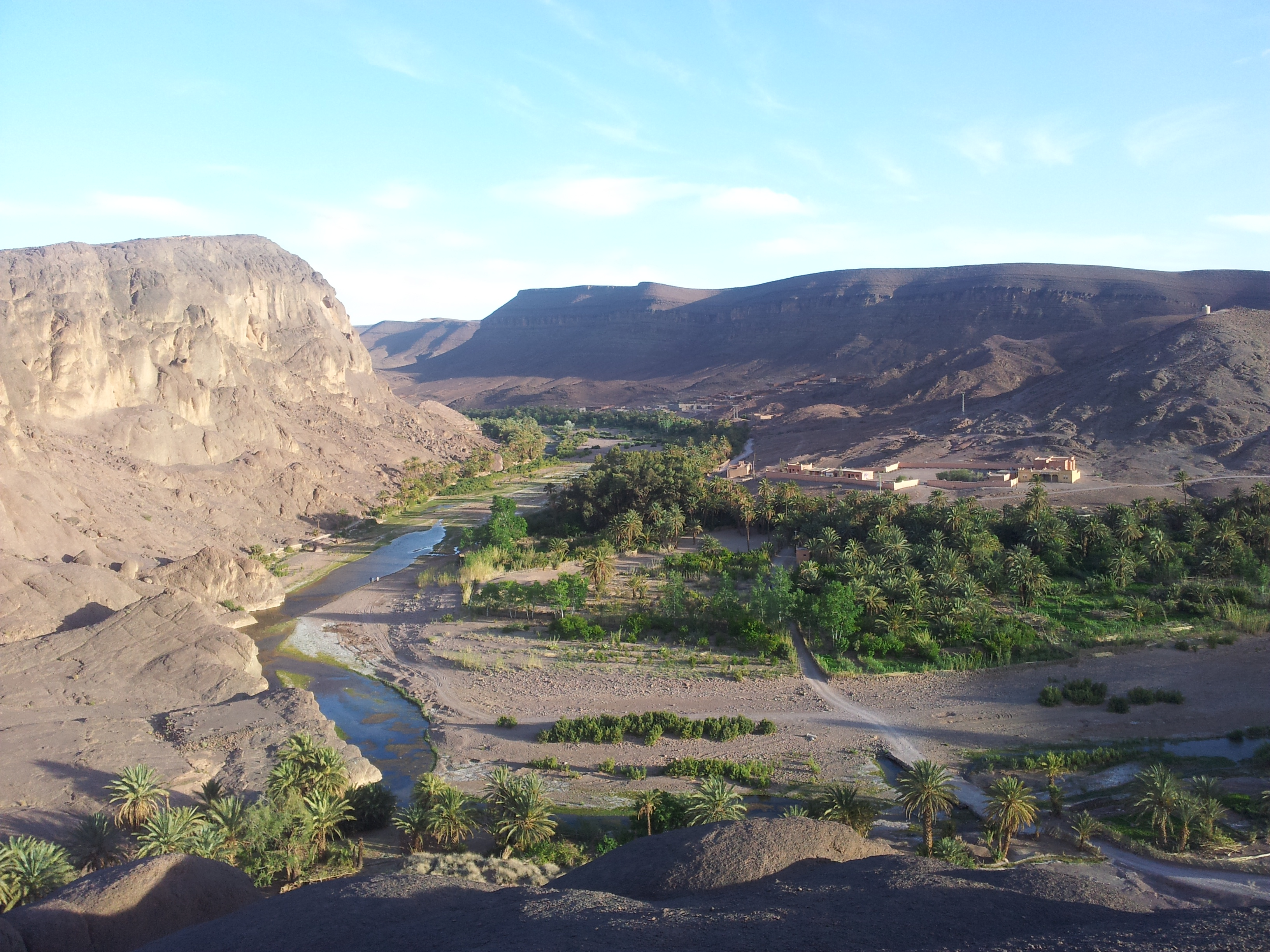
Această fotografie arată contrastul puternic dintre oază și deșertul din jur creat de efectul de oază.

Efectul de oază se referă la crearea unui microclimat local care este mai rece decât zona uscată⁠(d) din jur datorită evaporării sau evapotranspirației unei surse de apă sau a vieții vegetale și a unui albedo mai mare al vieții vegetale decât solul gol. Efectul de oază este numit așa deoarece apare în oazele deșertului. Planificatorii urbani pot proiecta aspectul unui oraș pentru a optimiza efectul de oază pentru a combate efectul de insulă de căldură urbană. Deoarece depinde de evaporare, efectul de oază diferă în funcție de sezon.

## Cauze
O oază conține umiditate dintr-o sursă de apă și/sau plante. Atunci când apa se evaporă sau transpiră, căldura din mediul înconjurător este folosită pentru a transforma lichidul în gaz într-un proces endotermic, ceea ce duce la temperaturi locale mai scăzute. În plus, vegetația are un albedo mai mare decât solul gol și reflectă mai multă lumină solară, ceea ce duce la temperaturi mai scăzute ale solului, la temperaturi mai scăzute ale aerului și la un microclimat local mai rece.

## Efecte sezoniere
Efectul de oază se manifestă cel mai pregnant în timpul verii, deoarece temperaturile mai ridicate duc la o mai mare evaporare. În timpul iernii, efectul de oază funcționează diferit. În loc să răcească oaza, efectul de oază o face mai caldă pe timp de noapte. Acest lucru se întâmplă datorită faptului că arborii blochează căldura care părăsește pământul. Practic, radiația nu poate fi emisă înapoi în atmosferă, deoarece copacii o interceptează și o absorb.

## Planificare urbană

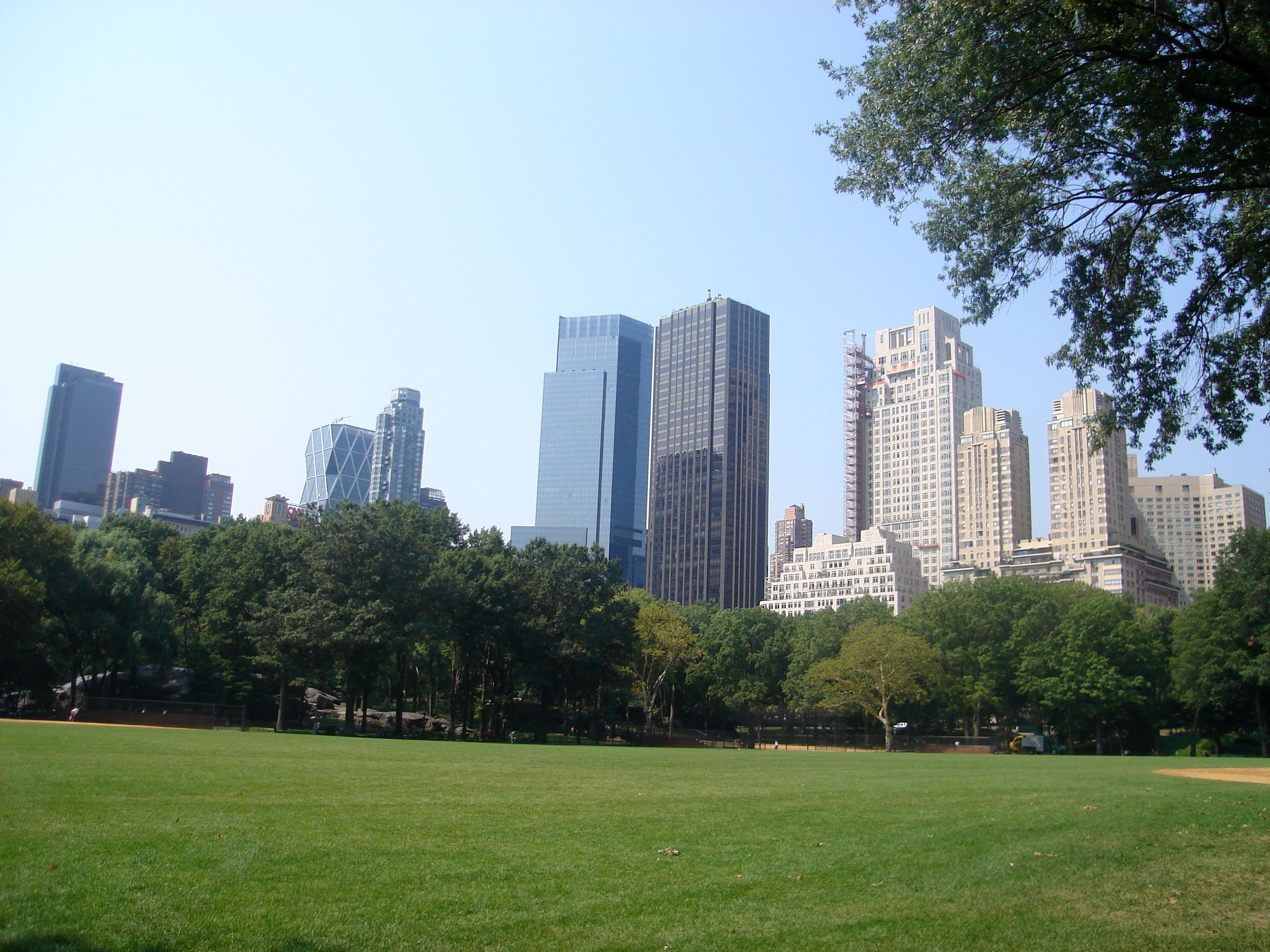
Parcuri precum Central Park din New York City ajută la crearea unui efect de oază în zonele urbane.

Efectul de oază joacă un rol în dezvoltarea urbană, deoarece plantele și corpurile de apă dau naștere unor orașe mai răcoroase. În consecință, orașele cu parcuri vor avea temperaturi mai scăzute, deoarece plantele au un albedo mai mare decât solul gol sau decât drumurile. Zonele cu albedo mai mare reflectă mai multă lumină decât absorb, ceea ce duce la temperaturi mai scăzute.  În mod normal, orașele sunt mai calde decât suburbiile lor din cauza populației dense, a clădirilor și drumurilor întunecate și a poluării; acesta este cunoscut sub numele de efectul insulei de căldură urbană. Cu toate acestea, prin amplasarea atentă a copacilor, a parcurilor și a plantelor, orașele își pot crea propriul efect de oază. Prin menținerea vieții vegetale în întregul oraș, planificatorii urbani pot produce un efect de oază pentru a oferi efectul de insulă de căldură urbană; chiar și o mică dispersie de copaci poate reduce semnificativ temperaturile locale. Cu toate acestea, pot apărea preocupări în regiunile aride cu surse de apă limitate, unde planificatorii urbani nu doresc să lase sursele de apă în aer liber pentru a se evapora și nu doresc să sacrifice apa pentru întreținerea plantelor.